# 175
175（百七十五、ひゃくななじゅうご）は、自然数、また整数において、174の次で176の前の数である。

## 性質
- 175は合成数であり、約数は 1, 5, 7, 25, 35 と 175 である。
  - 約数の和は248。
- 175 = 7 × (72 + 1)/2
  - n = 7 のときの n(n2 + 1)/2 の値とみたとき1つ前は111、次は260。
  - 7 × 7 の魔方陣の一列の和は175である。
- 175 = 11 + 72 + 53 。この形の1つ前は135、次は518。(オンライン整数列大辞典の数列 A032799)
- 正七十二角形の内角は175°である。
  - 正 n 角形において内角が度数法で整数になる18番目の角度である。1つ前は174°、次は176°。(オンライン整数列大辞典の数列 A110546)
- 1/175 = 0.00571428… (下線部は循環節で長さは6)
  - 逆数が循環小数になる数で循環節が6になる30番目の数である。1つ前は168、次は182。
- 各位の和が13になる11番目の数である。1つ前は166、次は184。
- 175 = 7 × 52
  - n = 5 のときの 7n2 の値とみたとき1つ前は112、次は252。(オンライン整数列大辞典の数列 A033582)
  - n = 2 のときの 7 × 5n の値とみたとき1つ前は35、次は875。(オンライン整数列大辞典の数列 A005055)
  - 2つの異なる素因数の積で p2 × q の形で表せる25番目の数である。1つ前は172、次は188。(オンライン整数列大辞典の数列 A054753)
- 175 = 63 − 62 − 6 + 1
  - n = 6 のときの n3 − n2 − n + 1 の値とみたとき1つ前は96、次は288。(オンライン整数列大辞典の数列 A152618)
- 175 = {\displaystyle \sum _{k=1}^{7}(k^{2}+k+1)}
  - n = 7 のときの {\displaystyle \sum _{k=1}^{n}(k^{2}+k+1)} の値とみたとき1つ前は118、次は248。(オンライン整数列大辞典の数列 A145069)
- 175 = 162 − 81
  - n = 16 のときの n2 − 81 の値とみたとき1つ前は144、次は208。(オンライン整数列大辞典の数列 A098850)
- 175 = 202 − 225
  - n = 20 のときの n2 − 152 の値とみたとき1つ前は136、次は216。(オンライン整数列大辞典の数列 A132772)
- 175 = 7/70 + 71 + 72 + 73 × 104

## その他 175 に関連すること
- 西暦175年
- 紀元前175年
- 年始から数えて175日目は6月24日、閏年では6月23日。
- 175Rは日本のロックバンド。
- 175丁目駅は、ニューヨーク市地下鉄の駅。
- 西経175度線、東経175度線
- UFC 175
- TOI-175は、とびうお座の恒星。
- TOI-175 b
- TOI-175 c
- ユーロコプター EC 175
- アメリカ同時多発テロではユナイテッド航空175便がワールドトレードセンター南棟に激突した。(→ユナイテッド航空175便テロ事件)
- ギブソン・ES-175
- ナチ刑法175条は、アメリカ合衆国のドキュメンタリー映画。
- エンブラエル 175はブラジルの エンブラエル社製の旅客機。
- プロ棋士羽生善治の棋士番号は175番である。
- 第175代ローマ教皇はケレスティヌス3世（在位：1191年3月30日～1198年1月8日）である。
- 旧約聖書の創世記においてアブラハムの享年年齢である。
- 株式会社175が展開する担々麺の専門店175°DENO担担麺がある。ラー油を作る際に175度まで熱することに由来する。